# I
Iは、ラテン文字（アルファベット）の9番目の文字である。小文字は i であるが、トルコ語とアゼルバイジャン語では点のない ı がある。

## 字形

筆記体

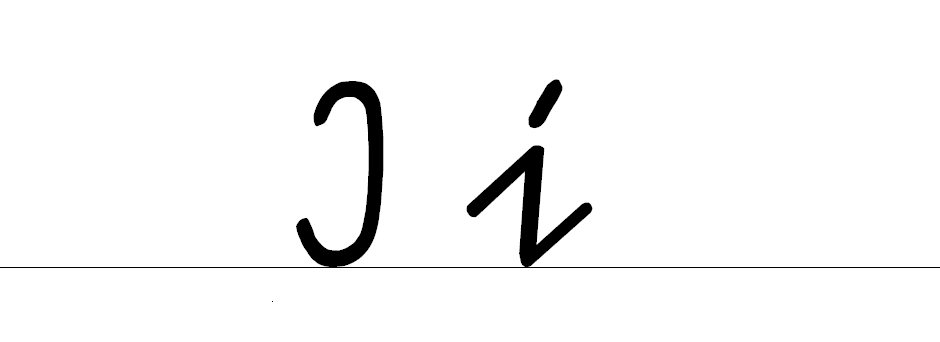
ジュッターリーン体

大文字は、一本の縦棒である。しかし、それではLの小文字や数字の 1 など混同し易い（ホモグリフ）せいもあって、手書き文字（ブロック体）であってもセリフを上下に付けて区別することがある。
同様にして、数字の 1 は飾りを上だけにする、数字の 7 は鉤を付ける、小文字の L は筆記体で ℓ と書く、というように区別することがある。
また、iだけを小文字にして、他の字を大文字にするのも見受けられる。
筆記体では、本体は下部が左に流れるが、ベースラインを超えない。また、右下から左に弧を描いて文字の頂点までの飾りを付ける。フラクトゥールは{\displaystyle {\mathfrak {I}}}で、書体によっては{\displaystyle {\mathfrak {J}}}(J) と区別が付かない（あるいは、もともと異体字であったIとJの区別を設けていない）。このため、記号としては{\displaystyle {\mathfrak {J}}}(J) を抜かすことがある（{\displaystyle {\mathfrak {I}}}(I) の次の記号に{\displaystyle {\mathfrak {K}}}(K) を使う）。また、T の筆記体と紛らわしいが、フラクトゥールでTは{\displaystyle {\mathfrak {T}}}のようであり、区別が付く。
小文字は、縦棒の上に（トルコ語とアゼルバイジャン語を除き）点を付ける。縦棒はしばしば下部が右に曲がり、折り返すこともある。筆記体で前の文字から続くときは、下部左から、右上に向かって後で書かれる本体に合流する。フラクトゥールは{\displaystyle {\mathfrak {i}}}。文字の上部に付けるダイアクリティカルマークが付く場合、普通は点を取った上で付ける。

## 歴史
ギリシャ文字の Ι（イオタ）に由来し、キリル文字の І, Ј と同系の文字である。元々は同一の文字で、基本形の I と、装飾として I の下部を伸ばして曲げた J の2形があった。例えば、ローマ数字の 23 が、XXIII ではなく XXIIJ と書かれた。
発音面では、ラテン語において語頭の I は半母音 [j] を表わしていたが、後期から次第に [j] を発声する際の舌の位置が上がって [dj] に変化しはじめ、古フランス語では [dʒ]、中期フランス語では [ʒ] となった。英語では、古フランス語の発音である [dʒ] が現在まで維持されている。
文字としての両者の区別は、1524年に始まる。en:Gian Giorgio Trissinoがイタリア語正書法について、口語的には別々の発音が文字では同一になっている事態を是正するため、母音 /i/ を I 、半母音 [j] を J と書き分けるよう提案した。同時に U と V の書き分けも提案され、時間はかかりつつも多くの言語に影響を及ぼした。
英語においては、1629年出版のジェームズ王欽定訳聖書が初めて I と J を区別したが、両者の混在は長く続き、18世紀のJohnsonの辞書でも I と J が同列に並べられていた。

## 呼称
- 拉・独・蘭・洪・尼・エス：イー
- 仏・伊・西：イ
  - スペイン語では Y との区別を強調する場合、「イ・ラティーナ」（i latina）とも言う[1]。
- 英：アイ /aɪ/
- 土：ウ（点なし）、イ（点あり）
- 越：イガン
- 日：アイ /äi/

## 音素
この文字が表す音素は、/i/ないしその類似音である。
- ラテン語でしばしばJと同じ発音（/j/）をする。
- 英語では、大母音推移の結果、短音は/ɪ/, 長音は/aɪ/と発音する。（一部借用語を除いて）語末に現れない。
- フランス語では、他の母音字の前で半母音（/j/）化する。
- トルコ語、アゼルバイジャン語では唇を丸めず「イ」のようにして「ウ」と発音する音（非円唇後舌狭母音）である。
- 日本語のローマ字表記では、イ段の母音に使われる。
- 朝鮮語のローマ字表記では、母音ㅣを示す。また、ㅟ、ㅢもwi,uiとiを含む綴りとなる。
- 中国語の漢語拼音では、介音 /i/ を含む韻母の表記に使われる。ただし、声母（頭子音）が付かない場合は、yになる。「一」「伊」など主母音、尾音無しで介音 /i/ のみの場合、半母音 /j/ が発音されるわけではないが、yi と表記する。そのため i で始まることは無い。
  - また、「四」(si)、「子」(zi)等z,c,s,zh,ch,sh,rに続く場合などは、子音のそのままの舌の構えで出される母音 [z̩] を示す。これはイ段よりもウ段に近い音なので注意を要する。

音声記号としては、[i] は「非円唇前舌狭母音」、小型大文字 [ɪ] は「非円唇前舌広め狭母音」を表す。

## Iの意味
商標、作品名等については、I (曖昧さ回避)参照。

### 数字・数量・単位
- I - ローマ数字の一。
- I - 二十進法など、十九進法以上(参照: 位取り記数法#Nが十を超過)において十八（十進法の18）を一桁で表すために用いられる数字。ただし、1 と紛らわしいために使用しないこともある（この場合、十八を J として、十九を K 、… とする）。

### 分類記号・符号・変数
- I - ヨウ素の元素記号。
- 血液型の分類
  - I−型、i型 - Ii式血液型の分類。適合率0.01%以下。
  - I型 - ブタの13種の血液型のうちの一つ。
- i - 数学で、虚数単位 (imaginary unit) を表す記号。
- i - 化学等で、対称操作のひとつである反転を表現する記号。具体的な使用例は分子対称性を参照。
- I、i - 電流を表す記号。大文字で直流、小文字で交流を表すよう区別をする場合がある。
- i - 天文学で、軌道傾斜角（Orbital inclination）を表す記号。
- i - 経済学で、名目利子率を表す記号。
- i - 数学やコンピュータ・プログラミングで、イテレータやインデックスとして使われる記号。iを使った後は、その後に続くアルファベット順に、j, k が使われる。
  - I - FORTRANなどのプログラミング言語で、整数 (Integer) ないし整数である変数を表す記号。
    - 上記から、ほかのプログラミング言語でも整数である変数に用いられることが多く、ループの回数を数える変数として多用される。
- i - 国際電気通信連合の定める映像規格において、インターレース走査方式を示す記号。1080iなど。

### 略称・略表記の一部
- I - 情報 (Information)  - 例：「IT革命」
- I - 知能 (Intelligence) - 例: IQ=Intelligence Quotient
- i、ⓘ - 案内所 (information)を示す地図記号。
- I - 鉄道のサインシステムにおける路線記号。
  - 都営地下鉄三田線 (mIta)
  - 北陸鉄道石川線 (Ishikawa)
  - JR加古川線
  - Osaka Metro今里筋線 (Imazatosuji)
  - 近鉄田原本線
  - 鹿児島市電1系統 (Ichi)
- I - 日本の電気業界で、日本アイ・ビー・エムを表す符牒。

## 特殊なI
- トルコ語とアゼルバイジャン語では I の小文字は点のない ı であり、点のある i 及び İ とは別の文字として扱われている。
- アイルランド語でもしばしば点のない小文字の ı が使われるが、これはゲール文字の伝統に従ったものであり、点のある i で書いても同じことである。
- オランダ語で用いられる合字IJ, ijは、独立した文字として扱われる。

## 符号位置
| 大文字 | Unicode | JIS X 0213 | 文字参照            | 小文字 | Unicode | JIS X 0213 | 文字参照            | 備考                     |
| ------ | ------- | ---------- | ------------------- | ------ | ------- | ---------- | ------------------- | ------------------------ |
| I      | U+0049  | 1-3-41     | &#x49; &#73;        | i      | U+0069  | 1-3-73     | &#x69; &#105;       | 半角                     |
| Ｉ     | U+FF29  | 1-3-41     | &#xFF29; &#65321;   | ｉ     | U+FF49  | 1-3-73     | &#xFF49; &#65353;   | 全角                     |
| Ⓘ      | U+24BE  | ‐          | &#x24BE; &#9406;    | ⓘ      | U+24D8  | 1-12-34    | &#x24D8; &#9432;    | 丸囲み                   |
| 🄘      | U+1F118 | ‐          | &#x1F118; &#127256; | ⒤      | U+24A4  | ‐          | &#x24A4; &#9380;    | 括弧付き                 |
| 𝐈      | U+1D408 | ‐          | &#x1D408; &#119816; | 𝐢      | U+1D422 | ‐          | &#x1D422; &#119842; | 太字                     |
| 𝐼      | U+1D43C | ‐          | &#x1D43C; &#119868; | 𝑖      | U+1D456 | ‐          | &#x1D456; &#119894; | イタリック体             |
| 𝑰      | U+1D470 | ‐          | &#x1D470; &#119920; | 𝒊      | U+1D48A | ‐          | &#x1D48A; &#119946; | イタリック体太字         |
| ℐ      | U+2110  | ‐          | &#x2110; &#8464;    | 𝒾      | U+1D4BE | ‐          | &#x1D4BE; &#119998; | 筆記体                   |
| 𝓘      | U+1D4D8 | ‐          | &#x1D4D8; &#120024; | 𝓲      | U+1D4F2 | ‐          | &#x1D4F2; &#120050; | 筆記体太字               |
| ℑ      | U+2111  | ‐          | &#x2111; &#8465;    | 𝔦      | U+1D526 | ‐          | &#x1D526; &#120102; | フラクトゥール           |
| 𝕀      | U+1D540 | ‐          | &#x1D540; &#120128; | 𝕚      | U+1D55A | ‐          | &#x1D55A; &#120154; | 黒板太字                 |
| 𝕴      | U+1D574 | ‐          | &#x1D574; &#120180; | 𝖎      | U+1D58E | ‐          | &#x1D58E; &#120206; | フラクトゥール太字       |
| 𝖨      | U+1D5A8 | ‐          | &#x1D5A8; &#120232; | 𝗂      | U+1D5C2 | ‐          | &#x1D5C2; &#120258; | サンセリフ               |
| 𝗜      | U+1D5DC | ‐          | &#x1D5DC; &#120284; | 𝗶      | U+1D5F6 | ‐          | &#x1D5F6; &#120310; | サンセリフ太字           |
| 𝘐      | U+1D610 | ‐          | &#x1D610; &#120336; | 𝘪      | U+1D62A | ‐          | &#x1D62A; &#120362; | サンセリフイタリック     |
| 𝙄      | U+1D644 | ‐          | &#x1D644; &#120388; | 𝙞      | U+1D65E | ‐          | &#x1D65E; &#120414; | サンセリフイタリック太字 |
| 𝙸      | U+1D678 | ‐          | &#x1D678; &#120440; | 𝚒      | U+1D692 | ‐          | &#x1D692; &#120466; | 等幅フォント             |

| 記号 | Unicode | JIS X 0213 | 文字参照            | 名称                                    |
| ---- | ------- | ---------- | ------------------- | --------------------------------------- |
| ı    | U+0131  | ‐          | &#x131; &#305;      | トルコ語で使用される小文字              |
| ɪ    | U+026A  | ‐          | &#x26A; &#618;      | LATIN LETTER SMALL CAPITAL I            |
| ᴵ    | U+1D35  | ‐          | &#x1D35; &#7477;    | MODIFIER LETTER CAPITAL I               |
| ⁱ    | U+2071  | ‐          | &#x2071; &#8305;    | SUPERSCRIPT LATIN SMALL LETTER I        |
| ᵢ    | U+1D62  | ‐          | &#x1D62; &#7522;    | LATIN SUBSCRIPT SMALL LETTER I          |
| ᶦ    | U+1DA6  | ‐          | &#x1DA6; &#7590;    | MODIFIER LETTER SMALL CAPITAL I         |
| 🄸    | U+1F138 | ‐          | &#x1F138; &#127288; | SQUARED LATIN CAPITAL LETTER I          |
| 🅘    | U+1F158 | ‐          | &#x1F158; &#127320; | NEGATIVE CIRCLED LATIN CAPITAL LETTER I |
| 🅸    | U+1F178 | ‐          | &#x1F178; &#127352; | NEGATIVE SQUARED LATIN CAPITAL LETTER I |

## 他の表現法
| フォネティックコード | モールス符号 |
| India                | ・・         |

|        |          | ⠊    |
| 信号旗 | 手旗信号 | 点字 |